# To, czego pragniesz
To, czego pragniesz – drugi album solowy polskiego muzyka Tomasza Lipińskiego. Wydawnictwo ukazało się 20 kwietnia 2015 roku nakładem wytwórni muzycznej Warner Music Poland. Premierę poprzedził, wydany w formie digital download singel do utworu tytułowego, który ukazał się 21 marca, także 2015 roku. Ponadto do piosenki zostało zrealizowane tzw. lyric video.
Album dotarł do 24. miejsca polskiej listy przebojów – OLiS.

## Lista utworów
Opracowano na podstawie materiału źródłowego.
| Nr  | Tytuł utworu                      | Słowa                                     | Muzyka                                                              | Długość |
| --- | --------------------------------- | ----------------------------------------- | ------------------------------------------------------------------- | ------- |
| 1.  | „Hej, witaj znów”                 | Tomasz Lipiński                           | Karol Ludew, Piotr Leniewicz, Tomasz Lipiński                       | 5:09    |
| 2.  | „Dlaczego to ty?”                 | Franz Dreadhunter, Tomasz Lipiński        | Franz Dreadhunter, Tomasz Lipiński                                  | 3:57    |
| 3.  | „To tylko kilka słów”             | Tomasz Lipiński                           | Karol Ludew, Piotr Leniewicz, Tomasz Lipiński, Wojciech Konikiewicz | 4:47    |
| 4.  | „Sześćdziesiąty ósmy”             | Tomasz Lipiński                           | Karol Ludew, Piotr Leniewicz, Tomasz Lipiński                       | 2:35    |
| 5.  | „Nie idź w tamtą stronę (2015)”   | Tomasz Lipiński                           | Karol Ludew, Piotr Leniewicz, Tomasz Lipiński                       | 4:41    |
| 6.  | „Uciekasz...”                     | Bob Marley (tekst oryg.), Tomasz Lipiński | Bob Marley                                                          | 3:46    |
| 7.  | „Ku swemu zdumieniu”              | Tomasz Lipiński                           | Karol Ludew, Piotr Leniewicz, Tomasz Lipiński                       | 2:39    |
| 8.  | „To, czego pragniesz”             | Tomasz Lipiński                           | Karol Ludew, Piotr Leniewicz, Tomasz Lipiński                       | 5:08    |
| 9.  | „Trzeba ją wychłostać”            | Tomasz Lipiński                           | Karol Ludew, Piotr Leniewicz, Tomasz Lipiński                       | 4:50    |
| 10. | „Zdrajca dla zdrajców”            | Tomasz Lipiński                           | Karol Ludew, Piotr Leniewicz, Tomasz Lipiński                       | 4:03    |
| 11. | „Handlarz kupuje!”                | Tomasz Lipiński                           | Karol Ludew, Piotr Leniewicz, Tomasz Lipiński                       | 6:29    |
| 12. | „Jeszcze nie wiem, co się dzieje” | Tomasz Lipiński                           | Karol Ludew, Piotr Leniewicz, Tomasz Lipiński                       | 4:31    |
|     |                                   |                                           |                                                                     | 52:35   |

## Twórcy
Opracowano na podstawie materiału źródłowego.

- Tomasz Lipiński – gitara, instrumenty klawiszowe, instrumenty perkusyjne, flet, śpiew, produkcja muzyczna, dizajn
- Piotr Leniewicz – gitara basowa, śpiew (3), produkcja muzyczna
- Marcin Krakowiak – wiolonczela (9, 12)
- Karol Ludew – perkusja, instrumenty perkusyjne, śpiew (3), produkcja muzyczna
- Artur Krużołek – inżynieria dźwięku
- Tomasz Rogula – inżynieria dźwięku, mastering
- Joanna Rożańska-Lipińska – producent wykonawczy
- Zuzanna Lipińska – dizajn
- Anna Bocek – ilustracje
- Zbigniew Furman – zdjęcia
- Michał Jelonek – skrzypce elektryczne (4)
- Katarzyna Wiercińska – śpiew (3)
- Stanisław Karpiel – śpiew (3)